# Verbascum rhodium
Verbascum rhodium är en flenörtsväxtart som beskrevs av Karl Heinz Rechinger. Verbascum rhodium ingår i släktet kungsljus, och familjen flenörtsväxter. Inga underarter finns listade i Catalogue of Life.